# (10182) Junkobiwaki
(10182) Junkobiwaki – planetoida z pasa głównego asteroid okrążająca Słońce w ciągu 3 lat i 194 dni w średniej odległości 2,32 j.a. Została odkryta 20 marca 1996 roku w obserwatorium astronomicznym Kitami przez Kin Endate i Kazurō Watanabe. Nazwa planetoidy pochodzi od Junko Biwaki (ur. 1914), nauczyciela w Yamaguchi. Przed jej nadaniem planetoida nosiła oznaczenie tymczasowe (10182) 1996 FL5.